# ケイティ・マックリーン
ケイティ・マックリーン（Katy McLean、1985年12月19日 - ）は、イングランドの女子ラグビー選手。

## プロフィール
- イングランド、サウス・シールズ出身[1]。
- ポジションはスタンドオフ(SO)。
- 身長 167cm、体重 70kg
- 7人制イングランド代表に選ばれたことがある[2]。
- ワールドカップ2010・ワールドカップ2014・ワールドカップ2017のイングランド代表に選ばれてワールドカップ2014の時は主将を務めた[3]。

## 略歴
2016年、リオ五輪の7人制イギリス代表に選ばれた。